# Молодіжний район
Молодіжний район (каз. Молодёжный ауданы) — адміністративно-територіальна одиниця у складі Карагандинської області, що існувала в 1972—1997 роках. Центр — селище Молодіжний.
Молодіжний район було утворено 10 березня 1972 року у складі Карагандинської області. До складу району включено Вольську, Дальню, Молодіжну, Родніковську, Тельманську, Трудову та Шидертинську сільради Осакарівського району; Покірна сільрада та сел. Кушоки Тельманського району.
22 серпня 1997 року Молодіжний район було скасовано. При цьому всю територію було передано — в Осакарівський район Карагандинської області.

## Голова
- Торебеков Абдулла Торебекович 1993—1997